# Pleugueneuc
Pleugueneuc är en kommun i departementet Ille-et-Vilaine i regionen Bretagne i nordvästra Frankrike. Kommunen ligger i kantonen Tinténiac som tillhör arrondissementet Saint-Malo. År 2022 hade Pleugueneuc 2 063 invånare.

## Befolkningsutveckling
Antalet invånare i kommunen Pleugueneuc
Referens:INSEE